# Ypsiloichthys sibelleae
Ypsiloichthys sibelleae — викопний вид променеперих риб, що існував у пізній крейді (сеноманський ярус, 100-94 млн років тому). Описаний у 2023 році.

## Скам'янілості
Викопні рештки риби виявлені у вапнякових відкладеннях Саннінської формації у селі Хакель на заході Лівану. Біло виявлено майже повний скелет, що зберігся у бічному розрізі, за винятком деяких елементів даху черепа і каудального відділу.

## Назва
Родова назва Ypsiloichthys походить від грецьких слів «ypsilos» — «глибокий» і «ichthys» — «риба», та вказує на високі та глибокі спинний і анальний плавники. Видовий епітет «sibelleae» присвоєно на честь Сібелли Максуд (Sibelle Maksoud), яка працює над детальним дослідженням місця, звідки походить ця риба.

## Опис
Це помірних розмірів глибокотіла костиста риба, для якої характерні високі спинний і анальний плавці та вилоподібний хвостовий плавець. Циклоїдна луска вкриває все тіло та основи спинного, анального і хвостового плавців.
Надочниці відсутні, а щелепи беззубі. Добре розвинений висхідний відросток передщелепної кістки та тонка верхня щелепа з добре розвиненим суглобовим мищелком. Дві великі надщелепні кістки, задня з відростком, що виходить по дорсальному краю передньої. Вхід нижньощелепного сенсорного каналу на зовнішній стороні кутової кістки. Зчленівна і кутова кістки — зрощені. Грудний пояс і плавці розміщені низько на боці. Наявний тазовий пояс, а плавці з'єднані з грудним поясом. Присутні крилоподібні передні розширення кількох перших гемальних колючок. Наявні великі напівкруглі перші дорсальні та анальні птеригіофори. Нервові та гемальні дуги зчленовані з центрами. «Z»-подібні або ступінчасті сегментовані промені хвостового плавця.

## Таксономія
Ypsiloichthys має спільні риси (глибоке і стиснуте тіло з видовженими і високими спинним і анальним плавниками, беззуба верхня щелепа і синусоїдальний хребетний стовп) як з Tselfatiiformes, так і з Araripichthys, що ускладнює його розміщення серед костистих риб. Він поділяє з Abisaadichthys з родини Protobramidae (Tselfatiiformes) аутогенний ретроартикулярний суглоб, а з Araripichthys — передщелепні кістки з довгим висхідним відростком, добре розвиненим верхньощелепним суглобовим відростком і двома надщелепними суглобами. Крім того, Ypsiloichthys демонструє деякі унікальні ознаки (тонка верхня щелепа з двома великими надщелепними кістками, зрощені зчленівна та кутова кістки, мандибулярний сенсорний канал, що відкривається на зовнішній стороні кутового суглоба, перший дорсальний птеригіофор має таку ж збільшену напівкруглу пластинку, як і перший анальний птеригіофор), що обґрунтовує його родовий статус.
Для подальшого розміщення Tselfatiiformes, Araripichthys і Ypsiloichthys в межах Teleostei потрібен подальший філогенетичний аналіз.